# Universidad de Costa Rica

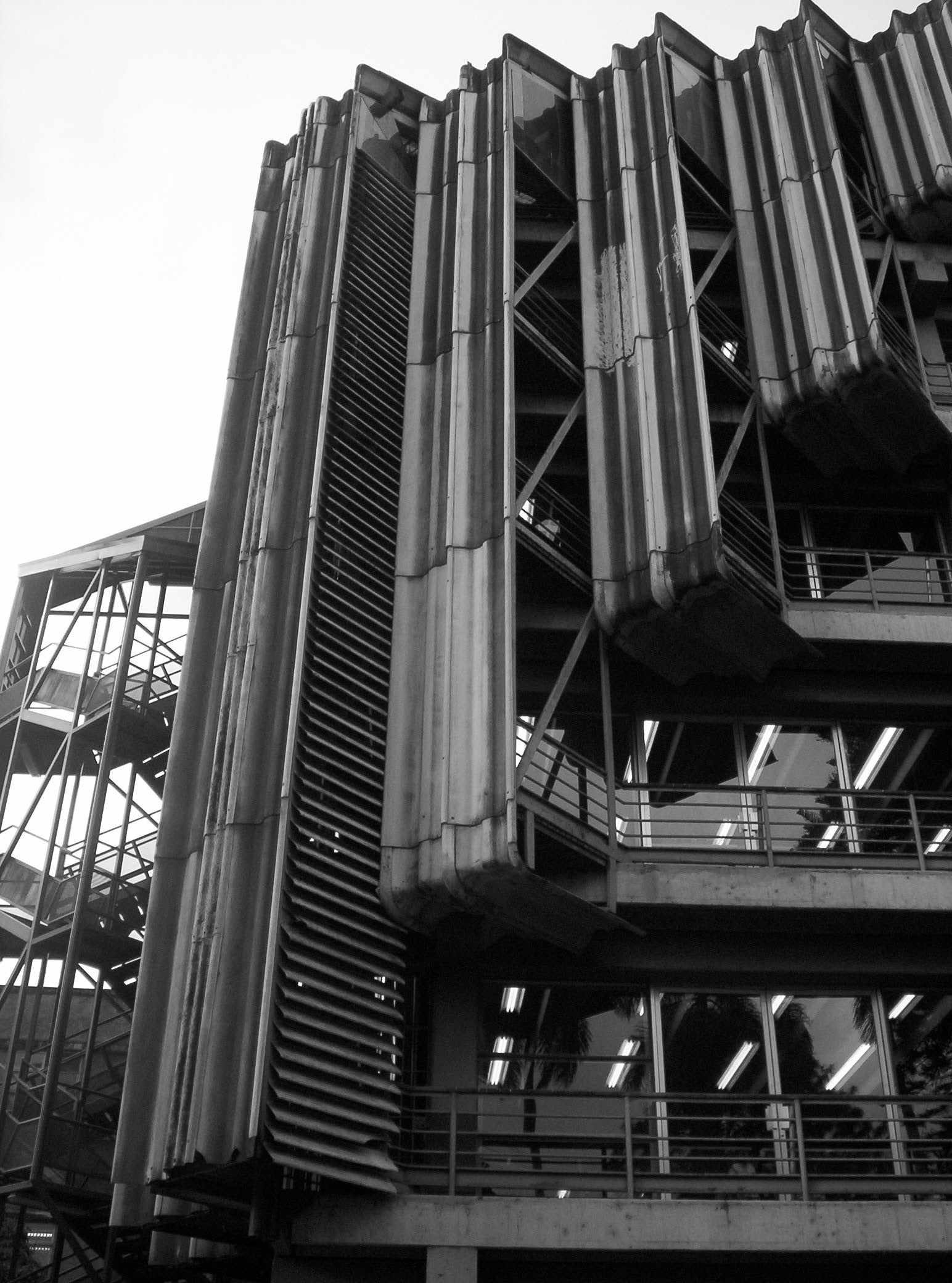
Fassade des Architekturzweiges der Universität

Die Universität von Costa Rica (spanisch Universidad de Costa Rica, kurz UCR) ist eine öffentliche Universität in Costa Rica. Der Hauptcampus liegt in San Pedro, einem Teil der Hauptstadt San José. Sie ist die älteste und größte Hochschule des Landes.

## Geschichte
Die erste Universität in Costa Rica war die Universität von St. Thomas (Universidad de Santo Tomás), die 1843 gegründet wurde. Diese Universität, die eng mit der katholischen Kirche zusammenarbeitete, wurde 1888 vom eher progressiven und anti-klerikalen Präsidenten Bernardo Soto Alfaro geschlossen; lediglich die Fakultäten für Recht, Agrarwissenschaft, Kunst und Pharmazie arbeiteten selbständig weiter. Erst 1940 wurde mit der UCR wieder eine echte Universität ins Leben gerufen.

## Immatrikulation
Einheimische Studienbewerber müssen einen Test bestehen, der wie der amerikanische Test SAT aufgebaut ist. Das Resultat dieses Tests wird zusammen mit den letzten Schulnoten für die Zulassung zu einem bestimmten Fach herangezogen.
Internationale Bewerber müssen ihre Abschlusszeugnisse und -noten beim Bildungsministerium abzeichnen lassen, um an einem Immatrikulationstest teilnehmen zu können.

## Studienleben
Das Schuljahr in Costa Rica geht von Februar bis Dezember und ist in zwei Semester gegliedert.